# Lokalni izvori finansiranja za neprofitne organizacije
Lokalni izvori finansiranja su načini finansiranja neprofitnih organizacija koji obuhvataju sredstva dobijena iz lokalnih izvora, odnosno ne potiču od stranih donatora. Oni uključuju sredstva dobijena od građana, javnih fondova, privatnih domaćih fondacija, poslovnog sektora itd. Sredstva koja se dobijaju iz lokalnih izvora mogu biti novčana sredstva, roba (materijalna podrška), vreme (volonteri) i/ili pro bono profesionalne usluge.

### Šta sve ulazi u sredstva lokalnog finansiranja
- Građana i pojedinaca/ki, iz zemlje ili dijaspore.
- Poslovnog sektora, bilo da su u pitanju kompanije, mala i srednja preduzeća ili korporativne fondacije
- Lokalnih fondacija
- Lokalnih i/ili nacionalnih vlasti dobijena preko javno objavljenih konkursa
- Pružanja usluga ili ekonomskih aktivnosti

### Značaj lokalnih izvora finansiranja
Lokalni izvori finansiranja su važni iz nekoliko razloga:
- Omogućavaju veću difersifikaciju izvora prihoda neprofitne organizacije. To znači da organizacija ima širi dijapazon izvora prihoda, što doprinosi njenoj finansijskoj stabilnosti i održivosti.
- Doprinose kredibilitetu organizacije, jer se poverenje u rad organizacije povećava, ukoliko se finansira iz izvora koji nisu strani.
- Šire „bazu“ podrške, odnosno constituency. Oni koji su spremni da podrže organizaciju finansijski, obično su spremni i da je podrže u ostvarenju njenih ciljeva i postaju deo „baze“, odnosno podrške na koju organizacija može da računa i u drugim aktivnostima, poput zagovaranja.
- Doprinose promociji organizacije i njenog rada, jer se kroz prikupljanje sredstava iz lokalnih izvora, promoviše i sama organizacija koja postaje poznatija u lokalnoj zajednici, regionu ili zemlji u kojoj radi.

### Istorijat
Lokalni izvori finansiranja poput prikupljanja novca od lokalne populacije su u svetu zapravo deo istorijata filantropije i dugo vremena su bili i jedini izvori finansiranja dobrotvornih/filantropskih inicijativa. U Srbiji su takođe korišćeni lokalni izvori finansiranja od početka organizovane filantropije, koju povezujemo sa devetnaestim vekom i stvaranjem države. Lokalno finansiranje pre svega putem doprinosa građana/ki bilo novčanih ili volontiranja se nastavilo i u doba Jugoslavije, iako je to, za razliku od sadašnjice, bilo organizovano od strane države.
U novije vreme, neprofitne organizacije (osim Crvenog krsta, Kola srpskih sestara ili sličnih, „starijih“ organizacija) su se prevashodno oslanjale na strane izvore sve do negde početka 2000-tih. Dolazak stranih kompanija na tržište je doneo i praksu ulaganja u zajednicu, ili „vraćanja zajednici“. Tada su se pojavile i organizacije koje su uspostavile kontakte sa kompanijama i započele saradnju. Najpoznatije su Trag fondacija, SMART Kolektiv, CatalystBalkans. Praksa se zatim proširila osnivanjem privatnih fondacija poznatih sportista, poput Fondacije Ana i Vlade Divac, Novak Đoković fondacije, koje su u većoj meri počele da privlače i dijasporu. Pojedine domaće fondacije su usmerile veću pažnju razvoju lokalnog davanja, uspostavljene su nagrade za davanje i promocijom lokalne filantropije je praksa počela polako da se širi. Veće lokalne organizacije su takođe počele da „obučavaju“ manje organizacije kako da privuku sredstva iz lokalnih izvora.
U ovom trenutku, većina neprofitnih organizacija se i dalje oslanja na strane izvore finansiranja, ali su sve mnogobrojniji primeri pristupanja potencijalnim lokalnim izvorima.

### Načini za dobijanje sredstava iz lokalnih izvora
Načini da se privuku ili dobiju sredstva iz lokalnih izvora su raznovrsni i zavise od publike kojoj se organizacija obraća. Najčešće su to:
1)     Kampanje za prikupljanje sredstava. Putem medija, socijalnih medija i kroz mrežu se objavljuje cilj kampanje, korisnici i koliko sredstava je potrebno, kao i načini za uplatu sredstava. Kampanje mogu biti jednokratni poziv za podrškom ili dugoročne, u kom slučaju se koristi više alatki/različitih načina za prikupljanje sredstava. Publika za kampanje su građani/ke. poslovni sektor, dijaspora.
2)     Organizacija događaja. Organizacija može iskoristiti veliki broj događaja kako bi prikupila sredstva. Zapravo, skoro svaki događaj se može iskoristiti za prikupljanje sredstava. Publika su najčešće građani/ke, poslovni sektor, dijaspora. Neki od najčešćih su:
- Aukcije – gde se prodaju proizvodi same organizacije ukoliko postoje, ili se dobijaju pokloni koji se zatim prodaju na aukcijama. To mogu biti npr. umetnička dela poklonjena od strane lokalnih umetnika/ca, vina dobijena od lokalne ili poznate vinarije, putovanje dobijeno od putne agencije itd.
- Sportski događaji – utakmice gde prihod od prodaje karata ide organizacije. To mogu biti turniri, ili jedna utakmica/meč, bilo da je u pitanju fudbal, košarka, tenis itd. Mogu biti lokalni timovi, ili zanimljivi mečevi poput profesori protiv učenika iz lokalne škole, zavisno od toga čime se organizacija bavi i u kakvoj lokalnoj zajednici radi.
- Koncerti - gde prihod od prodaje karata ide organizaciji. Mogu biti u pitanju koncerti poznatih umetnika, ili lokalnih horova.
- Dobrotvorni ručkovi ili večere – gde se obično pozivaju dobrostojeći pojedinci/ke, ili predstavnici kompanija, a mogu se „prodavati“ stolovi (recimo kompanija zakupi sto) ili pojedinačna mesta.
- Predstave – prihod od prodaje karata za predstavu ide organizaciji.

3)      Trajni nalozi. Organizacija može identifikovati pojedince ili pojedinke koje su spremne da na suži rok podržavaju rad organizacije – to su građani/ke koji su i glavna publika, bilo iz zemlje ili dijaspore. U tom slučaju im se predlaže otvaranje trajnih naloga u banci. Osoba otvara trajni nalog u banci i time omogućava da se sa njenog ili njegovog računa svakog meseca automatski skida određena suma novca i uplaćuje na račun organizacije.
4)      Plaćanje članarine. Veće organizacije mogu uspostaviti članstvo, i naplaćivati godišnju članarinu koja takođe može predstavljati izvor sredstava.
5)      Kutije za priloge postavljene na javnim mestima. Publika su opet građani/ke, a mesta mogu biti tržni centri/veće prodavnice, aerodromi, pošte, banke, dakle bilo koe mesto gde je „prolaznost“ velika.
6)      Cause-related marketing, ili marketing povezan sa ciljem za opšte dobro. Ovo je zapravo partnerstvo neprofitne organizacije i kompanije/poslovnog sektora, u kome kompanija odredi proizvod, od čije prodaje procenat ide za određenu svrhu tokom određenog perioda vremena.
7)      Crowdfunding kampanja – platforme za grupno finansiranje. Na posebnim platformama se objavljuje kampanja koja ima određeno trajanje i „cilj“ odnosno jasno određenu sumu koju je potrebno prikupiti. Novac se uplaćuje organizaciji koja administrira platformu, a administratori platforme zatim prenose novac organizaciji.
8)      Direktne donacije. Organizacija može identifikovati i tražiti prilog od kompanije ili malog i srednjeg preduzeća ili korporativne fondacije. Ukoliko poslovni akter objavljuje konkurse, najbolje je prijaviti se na konkurs. Ukoliko ne, potrebno je identifikovati osobu iz kompanije/preduzeća koja je odgovorna za podršku zajednici (najčešće su to odeljenja za odnose sa zajednicom ili marketing), zakazati sastanak i pokušati da uspostavi partnerstvo odnosno dobije finansiranje za projekat.

### Primena i primeri
Sve veći broj organizacija pokušava da dobije sredstva iz lokalnih izvora. Postoje organizacije i fondacije koje se gotovo isključivo finansiraju iz lokalnih izvora, poput fondacija koje prikupljaju novac za lečenje dece (Podrži život, Budi human..). Druge organizacije obično prikupljaju sredstva za realizaciju određenih projekata.
Najčešći oblici prikupljanja sredstava iz lokalnih izvora u Srbiji 2018. godine bili su: dobijanje direkltnih donacija, zatim organizacija događaja, i na kraju pozivi za doniranje.
Najčešće je bio darovan novac (u oko 90% slučajeva), zatim roba, profesionalne usluge i na kraju volontersko vreme.
Organizacije u Srbiji su najviše podržane od strane građana a zatim od poslovnog sektora.
Organizacije koje su veoma uspešne u prikupljanju sredstava iz lokalnih izvora uključuju: BelHospice koji kroz višegodišnju kampanju prikuplja sredstva za izgradnju prvog hospisa u Srbiji; NURDOR, nacionalno roditelja dece onbolele od raka, koji je imao nekoliko uspešnih kampanja – za renoviranje odeljenja dečije onkologije u nekoliko gradova, roditeljske kuće i sl., Centar za integraciju mladih ili Svratište, koje kontinuirano prikuplja sredstva za sopstveni rad ili pomoć svojim štićenicima (deca koja žive i rade na ulici) itd. Najpotpuniji izvor informacija (iako ne postoji pregled koji uključuje svo davanje za opšte dobro) može se naći korišćenjem baze podataka Katalist fondacije, SrbijaDaruje.

### Problemi, kritike i potencijalno negativne strane
Najčešći problem koji se navodi kada je u pitanju prikupljanje sredstava iz lokalnih izvora je da je potrebno uložiti veliki napor, dosta vremena i značajne ljudske resurse za relativno male sume novca. U poređenju sa sumama novca koje se mogu dobiti putem samo jednog projekta od stranih organizacija to je svakako tačno. Sa druge strane, što organizacija češće i više pokušava, proces privlačenja sredstava postaje kraći i lakši. Organizacija stiče „stalne“ podržavaoce, koji postaju njeni zastupnici, odnosno promovišu je kroz svoj krug prijatelja i pozannika, što zatim lakše donosi sredstva.
Drugi problem koje organizacije često imaju jeste da ne komuniciraju svoju poruku dovoljno jasno onima kojima se obraćaju, jer su navikle da koriste „projektni“ jezik koji se koristi kada se obraćaju stranim donatorima. Da bi prevazišle taj problem, dobro je da potraže savet profesionalca, odnosno stručnjaka za komunikaciju i u saradnji sa njima razviju svoju poruku.
Treći problem koji se često javlja, je da organizacije prilaze kompanijama ili potencijalnim poslovnim partnerima a da nisu istražile tržište, odnosno nisu istražile interes potencijalnog poslovnog partnera, u šta su do sada ulagali, na koji način, ko su im bili partneri i slično.
Kritike koje se takođe mogu čuti, su da je teško prikupiti novac za tzv. „neprivlačne teme“, dakle teme koje podrazumevaju podršku grupama korisnika/ca koji su manje vidljivi ili prema kojima postoje predrasude.
Na kraju, jedna od mogućih negativnih strana jeste da se prikupljanjem sredstava od pojedinih kompanija ili pojedinaca/ki može zapravo doći u konflikt interesa, odnosno da je pitanje treba li uzeti finansijsku pomoć od kompanije koja proizvodi duvan/alkohol, koristi dečiji rad ili je uključena u projekte koji uništavaju životnu sredinu, odnosno od pojedinca/ke koji su sredstva stekli na netransparentan način. U tom smislu, važno je da neprofitne orgnaizacije razvoju sopstveni etički kodeks od koga prihvataju ili ne prihvataju podršku.

## Spoljašne veze
- Srbija daruje 2018: Izveštaj o dobročinstvu - glavni nalazi[мртва веза]
- Srbija daruje 2018: Izveštaj o dobročinstvu
- Srbija daruje neprofitnom sektoru izveštaj za 2017. godinu - glavni nalazi
- Srbija daruje neprofitnom sektoru izveštaj za 2017. godinu